# Варнедо, Кирк
Кирк Варнедо (англ. Kirk Varnedoe), полное имя Джон Кирк Трэйн Варнедо (англ. John Kirk Train Varnedoe; 18 января 1946, Саванна, Джорджия, США — 14 августа 2003, Нью-Йорк, США) — американский искусствовед, историк искусства и музейный куратор, профессор, автор ряда книг по истории искусства.

## Биография
Кирк Варнедо родился 18 января 1946 года в Саванне (штат Джорджия), в семье Сэмюэла Ламартина Варнедо (Samuel Lamartine Varnedoe) и Лиллы Трэйн Варнедо (Lilla Train Varnedoe). Он обучался в школе Сент-Эндрюс в Мидлтауне (штат Делавэр), а затем в Уильямс-колледже в Уильямстауне (штат Массачусетс), где он в 1967 году получил степень бакалавра искусств (A.B.).
После этого Кирк Варнедо учился в Стэнфордском университете, где он в 1970 году получил степень магистра искусств (M.A.), а в 1972 году — доктора философии (Ph.D.). Его научным руководителем был Альберт Элсен (Albert Elsen), с которым он исследовал рисунки, ошибочно приписывавшиеся Огюсту Родену — атрибуции этих рисунков и была посвящена его диссертация.
В 1973—1974 годах Кирк Варнедо преподавал историю искусства в Стэнфордском университете, а в 1974—1980 годах — в Колумбийском университете в Нью-Йорке. В 1980 году он получил должность доцента (англ. associate professor) в Институте изящных искусств Нью-Йоркского университета, а в 1984 году стал профессором (англ. full professor) этого университета, проработав в этой должности до 1988 года. С 1983 года он был женат на художнице Элин Зиммерман (Elyn Zimmerman).
Параллельно с работой в университете Кирк Варнедо начал сотрудничать с Нью-Йоркским музеем современного искусства, с 1985 года был куратором, а в 1989 году был назначен директором Отдела живописи и скульптуры (англ. Department of Painting and Sculpture) этого музея. Варнедо проработал в Нью-Йоркским музее современного искусства до 2002 года. Кроме этого, в 1992 году он был Слейдовским профессором Оксфордского университета, а на следующий год — Меллоновским профессором в Национальной галерее искусства в Вашингтоне.
В 2002 году Кирк Варнедо был назначен профессором истории искусства в Принстонском университете. Он скончался 14 августа 2003 года от колоректального рака, который был обнаружен у него в 1996 году.
Кирк Варнедо — организатор и куратор многих выставок, а также автор ряда книг, посвящённых истории искусства XIX и XX веков, в том числе творчеству художников Гюстава Кайботта, Джексона Поллока, Джаспера Джонса, Сая Твомбли, Чака Клоуза, скульпторов Огюста Родена, Дуэйна Хансона и других.

## Сочинения Кирка Варнедо
- Duane Hanson, Harry N. Abrams, 1985
- Vienna 1900: Art, Architecture & Design, Museum of Modern Art, 1986, ISBN 9780870706196
- Gustave Caillebotte, Yale University Press, 1987 (1-е издание), 2000 (2-е издание), ISBN 9780300082791
- Northern Light: Nordic Painting at the Turn of the Century, Yale University Press, 1988, ISBN 9780300041460
- High and Low: Modern Art, Popular Culture, Museum of Modern Art, 1990 (совместно с Адамом Гопником), ISBN 9780870703539
- Fine Disregard, Harry N. Abrams, 1994, ISBN 9780810925748
- Cy Twombly: A Retrospective, Museum of Modern Art, 1994, ISBN 9780870706219
- Jasper Johns: A Retrospective, Museum of Modern Art, 1996, ISBN 9780870703928
- Jackson Pollock: New Approaches, Museum of Modern Art, 1999 (совместно с Пепе Кармель), ISBN 9780810962026
- Chuck Close, Museum of Modern Art, 1998 (совместно с Деборой Уай), ISBN 9780870700668
- Pictures of Nothing: Abstract Art Since Pollock, Princeton University Press, 2006, ISBN 9780691126784